# Aneplasa balnearia
Aneplasa balnearia är en spindelart som beskrevs av Tucker 1923. Aneplasa balnearia ingår i släktet Aneplasa och familjen plattbuksspindlar. Inga underarter finns listade i Catalogue of Life.